# Algernon ni hanataba o
Algernon ni hanataba o (アルジャーノンに花束を?), conosciuto anche con il titolo internazionale di Flowers for Algernon, è un dorama stagionale primaverile in 10 episodi trasmesso per la prima volta su Tokyo Broadcasting System dal 10 aprile al 12 giugno del 2015 che vede come attore protagonista Tomohisa Yamashita.
La storia è liberamente ispirata da Fiori per Algernon, un racconto di fantascienza del 1959 opera di Daniel Keyes, vincitore del premio Hugo per il miglior racconto breve nel 1960. La serie riprende un'omonima produzione mandata in onda nel 2002 da Fuji Television.

## Trama
Sakuto ha 28 anni, ma è una cosiddetta persona "ritardata" con l'intelligenza di un bambino di non più di 6 anni. Riesce comunque ad avere un impiego e lavora per "Dream Flower Service", un centro di distribuzione di fiori che offre una possibilità di autosufficienza rivolta proprio ai giovani problematici.
Un giorno assieme ad un collega, Ryuichi, si recano a consegnare un bouquet di rose al condominio in cui si trova l'abitazione di Haruka; poiché quest'ultima non è a conoscenza che il fattorino appena giunto è mentalmente molto infantile e che quindi è affetto da un disturbo mentale, rimane spaventata da una sua reazione e cerca pertanto di chiedere aiuto per telefono alla polizia.
Guarda caso la giovane donna opera in un centro di ricerca sulla fisiologia del cervello dove il professor Daigo ha studiato il possibile miglioramento delle prestazioni mentali umane; egli ha difatti raggiunto un discreto successo in tutta una serie di esperimenti di laboratorio su una cavia, topolino bianco battezzato per l'occasione "Algernon".
Sakuto a questo punto può facilmente trasformarsi - attraverso un'operazione di chirurgia - in un autentico genio; però dopo un po' di tempo ci si accorge che la nuova intelligenza di Algernon comincia pian piano a svanire, fino a morire. Sakuto si rende conto che anche per lui il destino segnato sembra essere quello: la sua rinnovata genialità dovrà ad un certo punto lasciarlo per farlo tornare com'era all'inizio.

## Cast
- Tomohisa Yamashita - Shiratori Sakuto
- Chiaki Kuriyama - Mochizuki Haruka
- Masataka Kubota - Yanagawa Ryuichi
- Asuka Kudo - Hiyama Kosuke
- Fūma Kikuchi - Kokubo Kazushige
- Mitsuki Tanimura - Kawaguchi Rio
- Aya Ōmasa - Koide Mai
- Gamon Kaai - Sugino Shiro
- Katsuya (勝 矢) - Shikanai Dai
- Gōki Maeda - Kanda Yuki
- Yoshiki Saito (斎 藤 嘉樹) - Hata Kosuke
- Issei Ishida - Shiratori Hisato
- Tamiyo Kusakari - Shiratori Madoka
- Takeo Nakahara - Kawaguchi Reiji (apparizione speciale)
- Masato Hagiwara- Takebe Junichiro
- Kanji Ishimaru - Hachisuka Daigo
- Ami Watanabe (ep. 2)
- Marie Iitoyo - Shiratori Karen (ep. 6-10)